# Crassula tetragona
Crassula tetragona es una planta suculenta nativa en África Austral. Se encuentra ampliamente distribuida desde el río Orange límite de Namaqualand hasta más allá del río Kei en la Provincia Oriental del Cabo. Su epíteto específico "Tetragona" proviene de la filotaxis de las hojas.

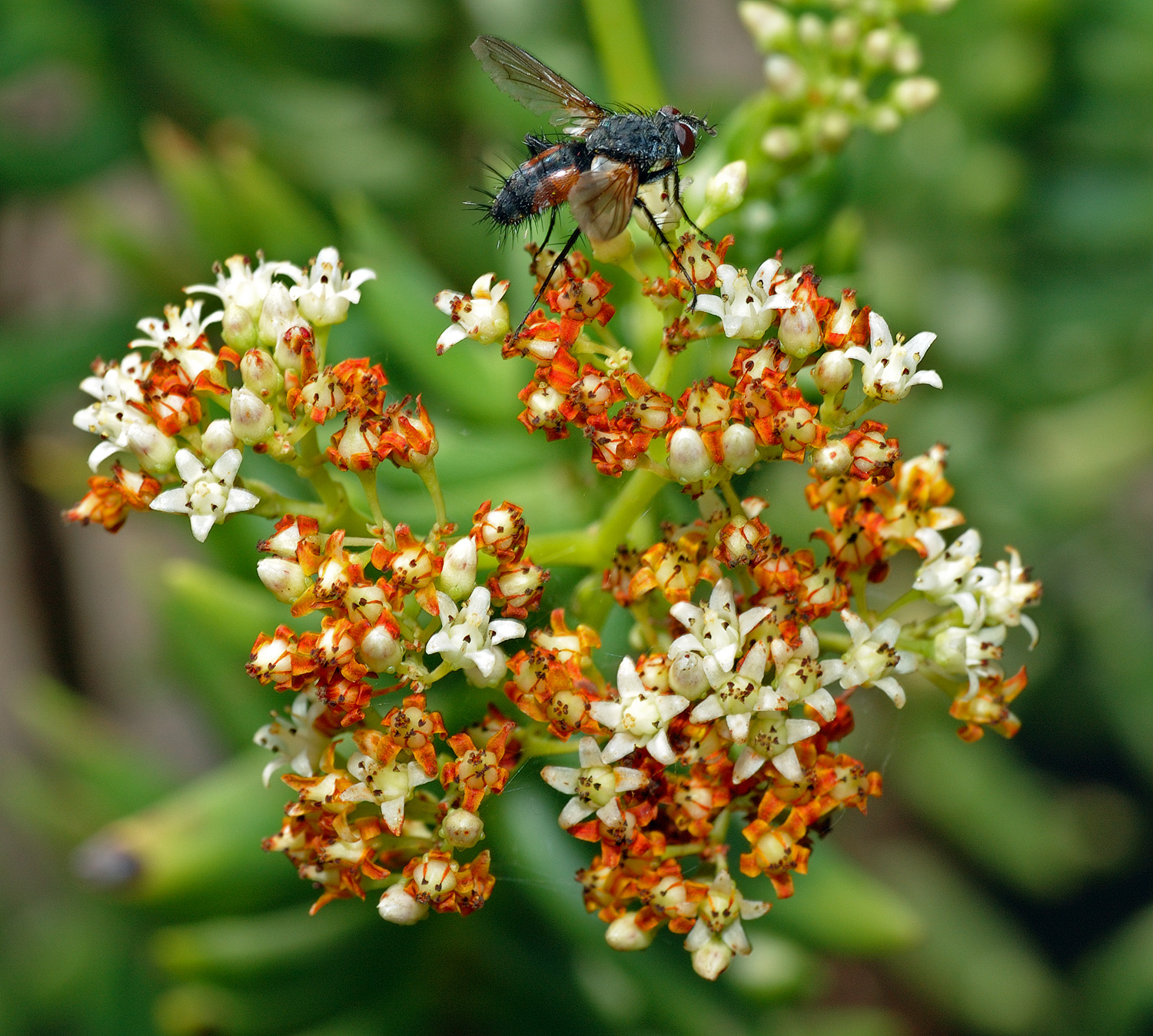
Inflorescencia

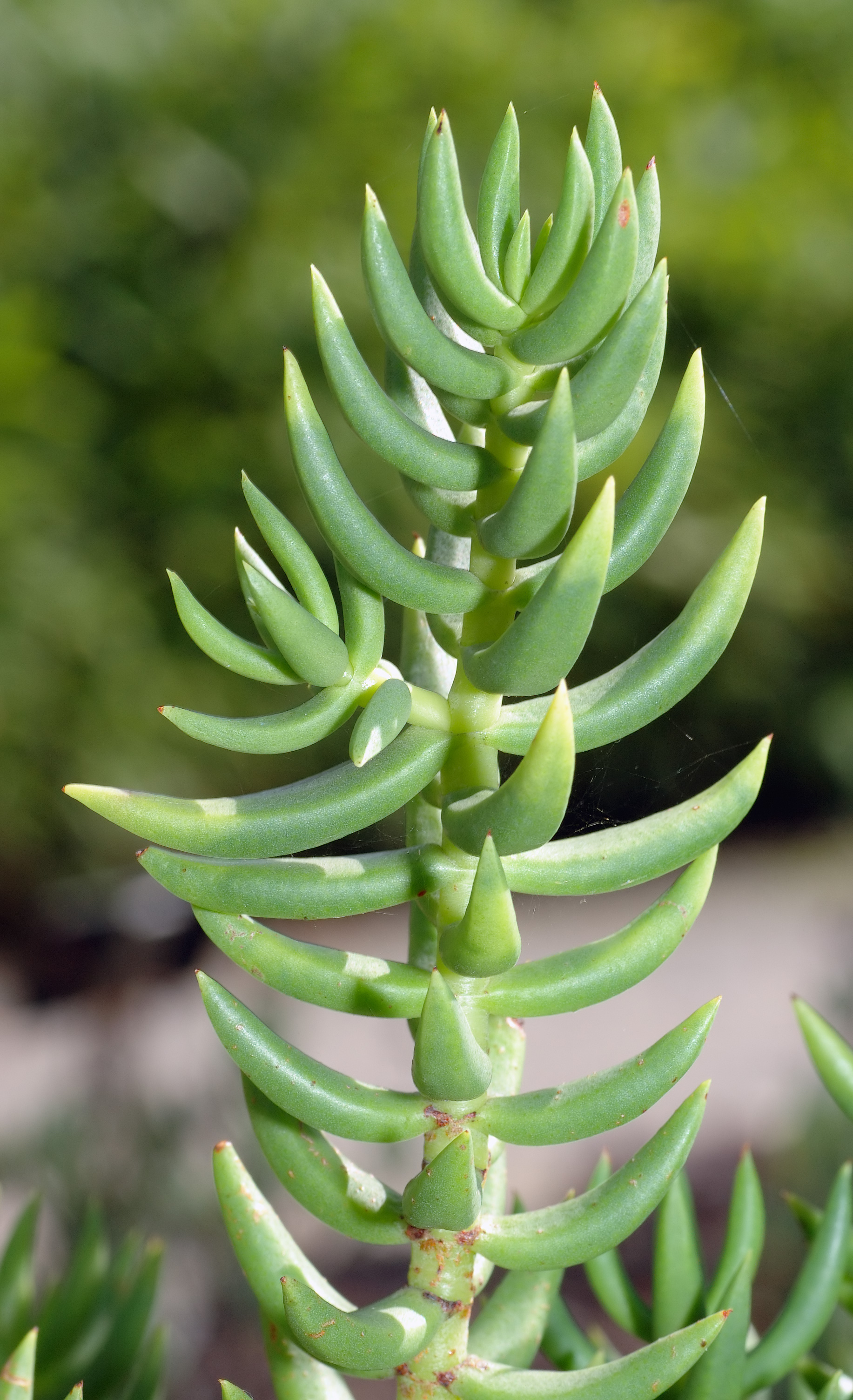
Detalle de las hojas

## Descripción general
Esta planta es erecta o se extiende en forma arbustiva a 1 metro. Tiene tallos leñosos con una corteza de color pardo, con pares cruzados de las hojas. Las hojas son de color verde a verde oscuro. Esta planta cuenta con una inflorescencia terminal que acaba en flores blancas que se presentan en verano. El número de cromosomas varía: 2n = 16, 32, 48.
Esta especie fue descrita por primera vez por Linneo en el 1753 en su libro Species Plantarum. Existen 6 subespecies reconocidas, originalmente nombradas por Tolken, del siguiente modo:
- Crassula tetragona subsp. acutifolia
- Crassula tetragona subsp. tetragona
- Crassula tetragona subsp. rudis
- Crassula tetragona subsp. connivens
- Crassula tetragona subsp. lignescens
- Crassula tetragona subsp. robusta

Las subespecies están separadas geográficamente, en general con una sola subespecie por área geográfica.

## Propiedades
Generalmente estas plantas se utilizan como planta ornamental, aunque se cree que se han utilizado como planta medicinal por Thunberg, quien escribió: "Crassula tetrago, de carácter estricto, hervida en leche, en la cantidad de un puñado, se utiliza como remedio para la diarrea".

## Patrones de crecimiento
Esta planta requiere una cantidad razonable de agua. Se necesita más agua si los botones florales son presentes. La mayoría de las especies prefieren estar en pleno sol, aunque algunas subespecies podrían ser sensibles a mucho sol. Esta planta es resistente a las heladas, pero temperaturas por encima de los 4 °C son mejores. Puede propagarse a partir de las hojas y esquejes. No sufre plagas, aparte de la cochinilla ocasional.

## Taxonomía
Crassula tetragona fue descrita por Carlos Linneo y publicado en Species Plantarum 1: 283. 1753.
Etimología
Crassula: nombre genérico que deriva del término latino crassus que significa grueso y se refiere a que las especies tienen hojas suculentas.
tetragona: epíteto latino que significa "con cuatro ángulos".
Sinonimia
- Crassula acutifolia var. debsifolia (Harv.) Schönland
- Crassula acutifolia var. densifolia Schönland
- Crassula bibracteata Eckl. & Zeyh.
- Crassula decussata Salisb.
- Crassula densifolia Harv.
- Crassula fruticulosa L.
- Crassula radicans Harv.
- Creusa tetragona (L.) P.V.Heath
- Sedum caffrum Kuntze
- Sedum tetragonum Kuntze[6]